# Micellaire elektrokinetische chromatografie
Micellaire elektrokinetische chromatografie (MEKC) is een chromatografische techniek die wordt gebruikt in de analytische chemie. Het is een vorm van capillaire elektroforese (CE). De scheiding bij MEKC is gebaseerd op de verdeling van analyten tussen de pseudo-stationaire fase en het achtergrondelektrolyt.
De pseudo-stationaire fase bestaat uit micellen. Deze worden gevormd door een emulgator aan het achtergrondelektrolyt toe te voegen boven de kritische micelconcentratie. Elke emulgator heeft een karakteristieke kritische micelconcentratie. Boven deze concentratie keren de hydrofobe ketens van de emulgator naar elkaar toe en worden er micellen gevormd. Het vormen van micellen is een dynamisch proces en dus ook in een evenwicht. Er worden namelijk constant micellen gevormd en verbroken.
De micellen gedragen zich als een pseudo-stationaire fase waarbij componenten zich in en uit de hydrofobe binnenkant van de micellen kunnen migreren tijdens het vormen en afbreken van de micellen. De hydrofiele buitenkant van de micellen zijn geladen. Dat zorgt ervoor dat micellen ook sterke elektrostatische interacties aangaan met analyten die de tegenovergestelde lading hebben. Een zwakkere elektrostatische interactie wordt ondergaan tussen ionen met dezelfde lading. Geladen componenten worden gescheiden op basis van de elektrostatische interactie met micellen en ongeladen componenten op basis van migratie in en uit de micellen. Voor MEKC worden vaak ionische  emulgatoren gebruikt. De meest gebruikte emulgator is natriumdodecylsulfaat, een anionische emulgator. 
Naast emulgatoren zoals natriumdodecylsulfaat worden ook (geladen) cyclodextrines, geladen polymeren en eiwitten ingezet als pseudo-stationaire fase.

## Toepassingen
MEKC is, in tegenstelling tot capillaire zone elektroforese (CZE), in staat om zowel ongeladen als geladen analyten te scheiden. Het scheiden van enantiomeren is hiermee ook mogelijk en dit is vooral interessant voor de farmaceutische industrie. Veel werkende stoffen in medicijnen zijn namelijk chiraal en daardoor moeilijk te scheiden en analyseren. MEKC kan ingezet worden om enantiomeren te scheiden op basis van de chiraliteit.